# هرسبان (هوراند)
هرسبان یکی از روستاهای استان آذربایجان شرقی است که در دهستان دودانگه بخش مرکزی شهرستان هوراند واقع شده‌است. این روستا ۹۵ نفر جمعیت دارد.